# Lista över skolor i Simpsons
Detta är en lista över utbildnings- och fritidsverksamheter i tv-serien Simpsons.

## Adult Education Annex
Adult Education Annex är en kommunal komvuxskola i Springfield utan utbildade lärare. Kända utbildningar är, få en man att smälta (Patty och Selma Bouvier), funkdans som självförsvar (Moe Szyslak), tobakstugging (Lenny Leonard) och bygga upp ett äktenskap (Homer Simpson).

## Adult Education Center
Adult Education Center är en kommunal komvuxskola i Springfield där Harlan Dondelinger jobbar extra på Homer avslutade sin utbildning från High School.

## Ayn Rand School for Tots
Ayn Rand School for Tots är en förskola för småbarn och den enda dagcentret i Springfield som inte står under kontroll. Förskolan går efter Ayn Rands filosofi och förbjuder barnen att använda nappar. Huvudkaraktären Maggie Simpson har varit där under en episod.

## Barber College
Barber College är en frisörskola där Bart Simpson fick börja klippa sig då familjen hade dåligt med pengar och råkade där få nästan hela sitt hår bortrakad.

## Chazz Busby's Ballet Academy
Chazz Busby's Ballet Academy är en balletskola, som ägs av Chazz Busby och ligger granne med Opera Acamdemy och accepterar inga feta tjejer.

## Cloisters Academy
Cloisters Academy är en privatskola där alla elever har en personlig lärare. Eleverna ska vara tysta när de har rast och i skolbussen spelas klassisk musik av en orkester. Lisa Simpson fick en gång börja i skolan i utbytte mot att Marge Simpson tvättade skolkläderna åt alla elever. Nästan alla elever som går i skolan har föräldrar som jobbar inom affärer.

## Counseling Center
Counseling Center är en lokal för kurser i olika utbildningar. Dr. Zander använder lokalen till sin utbildning.

## Cypress Creek Elementary School
Cypress Creek Elementary School är den allmänna skolan i Cypress Creek där eleverna ska göra sin uppgifter i skrivstil. Klarar de inte hamnar de i deras hjälpklass. Skolans webbadress är www.studynet.edu.

## Emily Winthrop's Canine College
Emily Winthrop's Canine College är en hundskola som drivs av Emily Winthrop.

## Enriched Learning Center for Gifted Children
Enriched Learning Center for Gifted Children är en grundskola i Springfield, för elever med hög IQ, eleverna får studera vad de vill och i sin egen takt. Bart Simpson har varit elev i skolan under en tid med Ms. Mellon som lärare.

## Krusty's Clown College
Krusty's Clown College är namnet på en skola som genomför collegeutbildning för nya maffiamedlemmar. Skollokalen är från början Willie Nelsons bostad. Skolan startades av Krustys revisor då han hade ont om pengar, eleverna fick lära sig allt om Krusty och fick anställning som stand-in för Krusty efter avslutad utbildning. Då Krusty blev skyldiga maffian pengar tog de över skolan och började värva maffiamedlemmar.

## Leavele's Bodyguard Academy
Leavele's Bodyguard Academy är en skola där man får lära sig bli livvakt. Alla som går kursen och betalar får godkänt. Skolan ägs av Ray-Barn.

## Li'l Ludwig's Music School
Li'l Ludwig's Music School är en musiskola där läraren förutspådde att Lisa inte kommer att ha en framgång som musiker.

## Lil' Vicki Valentine's School of Dance
Lil' Vicki Valentine's School of Dance är en dansskola som ägs av Vicki Valentine och erbjuder eleverna steppdans, riverdans med Rich Texan samt pardans. Professor Frink har arbetat med effekterna till föreställningarna.

## Mediocri-Tots
Mediocri-Tots är ett dagiscenter för barn i berättelsen om Maggie Roarke av Marge. Baserat på The Fountainhead av Ayn Rand. Läraren på dagiscentret är Mr. Eslworth Toohey och han önskar att alla barn är medelmåtliga och uppskattar inte enstaka framgångar hos vissa barn.

## Miss Tillingham's School for Snooty Girls and Mama's Boys
Miss Tillingham's School for Snooty Girls and Mama's Boys är en privatförskola i Springfield. Över 75% av eleverna fortsätter till grundskolan, avgiften är på 6000 dollar. Skolpsykologen, Dr. J. Loren Pryror på Springfield Elementary föreslog att Lisa Simpson skulle gå i skolan för Homer och Marge, men Lisa kunde inte börja eftersom familjen inte hade råd med studierna.

## Opera Acamdemy
Opera Acamdemy är en operaskola och ligger granne med Opera Acamdemy och accepterar inga samla tjejer.

## Plant Daycare
Plant Daycare var en dagisverksamhet som inträttades när tyskarna köpte Springfields kärnkraftverk.

## Saint Sebastian's School for Wicked Girls
Saint Sebastian's School for Wicked Girls är en flickskola i Springfield för bråkiga elever, som sköts av fransk-kandaneniska nunnor. Skoleleverna använder skolkläder.

## Samba School
Samba School är en sambaskola i Rio De Janeiro som uppfunnit danserna lambada och macarena. Skolan utvecklar nu dansen penetrada.

## Santa School
Santa School är en skola där man utbildadar jultomtar.

## Shelbyville Elementary School
Shelbyville Elementary School är den största kommunala grundskolan i Shelbyville.

## Springfield A&M
Springfield A&M är ett mindre universitet i Springfield. Skolans maskot är grisen Sir Oinks-A-Lot, och den grundades av en ko.

## Springfield Adult Center
Springfield Adult Center är en komvuxbyggnad som har en kurs om hur man skaffar vänner.

## Springfield Barber College
Springfield Barber College är en frisörskola där man klippa sig gratis.

## Springfield Christian School
Springfield Christian School är en kristenskola och anser att det roliga hör hemma i fundamentalisternas troslära.

## Springfield Elementary School
Springfield Elementary School är den största kommunala grundskolan i Springfield, rektorn på skolan är Seymour Skinner, han har fått sparken ett fåtal gånger men alltid fått tillbaka jobbet. På skolan går huvudkaraktärerna, Bart och Lisa Simpson i de flesta episoder. Det finns ytterligare en Springfield Elementary School i västra Springfield under namnet West Springfield Elementary School. Den är byggd efter samma ritningar

## Springfield Extension School
Springfield Extension School är en vuxenskola där Dr Hibbert och Stark Richdale undervisar.

## Springfield Flight School
Springfield Flight School är flygskolan där Barney Gumble lärde sig köra helikopter.

## Springfield High School
Springfield High School är den kommunala gymnasieskolan i Springfield, där huvudkaraktärerna Homer och Marge Simpson möttes och blev förälskade. Rektorn under perioden som de gick i skolan var Harlan Dondelinger, enligt en flashforward-episod kommer Bart och Lisa Simpson vara elever i skolan och avsluta utbildningen under samma läsår.

## Springfield Magnet School for the Gifted and Troublesome
Springfield Magnet School for the Gifted and Troublesome en grudskola i Springfield där begåvad och bråkiga elever hänvisas då inte Springfield Elementary School klarar av eleven. Huvudkaraktären Lisa Simpson fick ett erbjudande att börja i skolan, men nekades att börja av Homer Simpson eftersom skolan ligger 45 minuter från deras bostad.

## Springfield Martial Arts Academy
Springfield Martial Arts Academy är en karateskola i Springfield Mall med Akira som lärare. Kursen kostar 10 dollar per lektion och eleverna får även studera "The Art of War" av Sun Tzu.

## Springfield Community College Extension Center
Springfield Community College Extension Center en kommunala komvuxskolan i Springfield med behöriga lärare. Kända utbildningar är skrivakurs och målarkurs med professor Lombardo som lärare. Skolan anordnar har också en aula där det anordnas teaterverksamhet med Llewellyn Sinclair som lärare.

## Springfield Heights Institute of Technology
Springfield Heights Institute of Technology är en institut för högteknologi i Springfield. Apu Nahasapeemapetilon studerade där under ledning av Professor Frink.

## Springfield University
Springfield University är det största universitet i Springfield och grundades 1952. Skolans nuvarande dekanus är Bobby Peterson. Kända utbildning är kärnkraftsfysik, konst och animation.
Homer och Marge har båda gått på Springfield university i mitten på 1990-talet. När deras förhållande ett tag knackade i fogarna var Homer så nedstämd att han började skriva låtar och till slut även uppfann grungen med sitt band Sadgasm.
Vid ett tillfälle visade det sig också att Homer saknade fullständig utbildning i kärnfysik vilket ledde till att han på Mr Burns begäran fick gå en kurs på universitet för att behålla sitt jobb, som dock inte gick alltför bra
Skolan har en historisk rival i Springfield A&M där Carl och Lenny har gått. Homer blev en gång utvald att bygga en "paradvagn" som skulle användas i pausen under den årliga footballmatchen mellan rivalerna, vilket dock (tack vare Homers alkoholproblem) ledde till att den östeuropeiske storspelaren Anton Lubchenko bröt ena benet.

## Springfield University Medical School
Springfield University Medical School är medicinsk utbildningsskola där Dr Hibbert och Nick Riviera deltagit i en tävling där Moe Szyslak var domare.

## St. Jerome's Catholic School
St. Jerome's Catholic School är en katolsk grundskola i Springfield som haft huvudkaraktären Bart och senare även Homer Simpson som elev med Syster Thomasina som lärare. Skolan har Hieronymus (en:St. Jerome) som förebild. Övrig känd personal i skolan är  fader Sean.

## Stonecutter's Daycare Center
Stonecutter's Daycare Center var en dagisverksamhet som drevs av Stenhuggarna. Dagisverksamhet öppnade innan licensen hade godkänts.

## Swigmore University
Swigmore University är ett universitet med inriktning på alkohol. Moe Szyslak gick sin bartenderutbildning i skolan.

## Rommelwood
Rommelwood är en militärskola som under de 158 första åren endast tog emot män. Lisa Simpson blev den första kvinnliga kadetten. Till 1957 avslutades utbildningen med en tvådagars Batalj Royal, då man bytte ut slutprovet mot The Eliminator, en 45,72 meter lång armgång på en höjd på 12,192 meter. The Eliminator är nu borttagen från skolan efter beslut hos högsta domstolen.

## The Pitless Pup Attack Dog School
The Pitless Pup Attack Dog School är en hundskola där hundarna lär sig att attackera människor. Homer har jobbat där i sin ungdom.

## Tuition Academy
Tuition Academy är en privat flickskola i Springfield. Skolan accepterar inga elever med stipendier.

## Uncle Homer's Day Care Center
Uncle Homer's Day Care Center var ett dagcenter som ägdes av Marge med Homer som arbetare. Dagcentret vann "The Good Guy Awards" i kategorin Helgon mitt ibland oss men fick stänga efter att Bart och Lisa visat en videofilm om deras vision av Homer efter att de känt sig utanför.

## Springfield Preparatory School
Springfield Preparatory School är en privat grundskola i Springfield med St. John van Hookstratten som rektor. Skolan har använts för inspelning till filmen "Calling All Co-eds" och skolan använder det periodiska systemet med 250 grundämnen..
Skolan är på grund av sina många grundämnen lite av en nagel i ögat på rektor Skinner. I samband med en loppmarknad som anordnats på skolan träffade Bart en gång Rainier Wolfcastles dotter Greta som förälskade sig i honom.

## Waverly Hills Elementary School
Waverly Hills Elementary School är den kommunala grundskolan i Waverly Hill, med Dr Bettleheim som rektor. Skolgården utrymmer ett häststall, klätterställning och flygbana. Huvudkaraktärerna, Bart och Lisa Simpson har varit elever på skolan.

## Wickerbottom's Pre-Nursery School
Wickerbottom's Pre-Nursery School är en för-förskola, för begåvade bebisar med Ms. Wickerbottom och Simon Cowell som lärare. Huvudkaraktären Maggie Simpson påbörjade en utbildning där då hon med hjälp av Lisa Simpson fuskade sig till 167 i IQ.